# Paul Schwarzenau
Paul Schwarzenau (* 19. September 1923 in Hörde; † 16. November 2006 in Steinfurt) war ein deutscher evangelischer Theologe und Professor für Biblische Theologie.

## Leben
Paul Schwarzenau studierte an der Theologischen Schule für Kriegsgefangene in Montpellier und in Münster Evangelische Theologie, wo er 1954 zum Doktor der Theologie promovierte. Ab 1957 war er als Pfarrer tätig und wurde 1971 zum Professor für Evangelische Theologie und ihre Didaktik an die Pädagogische Hochschule Ruhr in Dortmund berufen. Von 1980 bis zu seiner Emeritierung 1985 lehrte er an der Universität Dortmund.
Seine Arbeiten sind von den Grundideen Carl Gustav Jungs und seiner Archetypenlehre beeinflusst. Bei aller Eigenwilligkeit seines Denkens ist er der pluralistischen Religionstheologie zuzuordnen. Schwarzenau wollte die eigene Religion in Richtung „Ganzheit“ weiterbauen und wies auf Defizite des christlichen Glaubens hin.
Schwarzenau postulierte ein „Einheitsbewusstsein aus der Tiefe der Ursprünge“. Seine Schrift Das nachchristliche Zeitalter von 1993 greift auf seine frühen Bücher Vom Totempfahl zum Kruzifix (1976) und Der größere Gott (1977) zurück. Das nachchristliche Zeitalter hielt Schwarzenau für gleichbedeutend mit dem Ende der überlieferten Christentümer, denen die Zukunft nicht gehöre, wohl aber dem viel größeren Reich Gottes, das er als zentrales Thema der Predigt Jesu, wo am Ende „Gott alles in allem“ (1. Kor. 15,28) sein wird, sah.
Schwarzenau war Mitherausgeber der interreligiösen Schriftenreihe Religionen im Gespräch. Er tat sich auch als Lyriker hervor (Liebste Faunin; Neue Insektenbelustigungen oder Pompa Diaboli; Lied der Nixe, alle 1996). Ausgehend von seinem pluralistischen Religionsverständnis engagierte Schwarzenau sich im interreligiösen Dialog. Er war 1982 Mitbegründer der Christlich-Islamischen Gesellschaft, der er bis zu seinem Tode angehörte.

## Veröffentlichungen
- Vom Totempfahl zum Kruzifix. Vergessene Voraussetzungen unseres Weltverständnisses; Dortmund: Crüwell, 1976; ISBN 3-586-70949-8
- Der größere Gott. Christentum und Weltreligionen; Stuttgart: Radius-Verlag, 1977; ISBN 3-87173-526-4
- Das nachchristliche Zeitalter. Elemente einer planetarischen Religion (vollständig überarbeitete Neuausgabe von Der größere Gott); Stuttgart: Kreuz-Verlag, 1993; ISBN 3-7831-1258-3
- Welt-Theologie. Gesammelte Aufsätze; Interreligiöse Horizonte 3; Köln, Weimar, Wien: Böhlau, 1998; ISBN 3-412-06398-3
- Weltenwanderung. Die äonischen Stufen unseres Lebens: Unsterblichkeit, Auferstehung, Reinkarnation; Schaffhausen: Novalis-Verlag, 2001; ISBN 3-907160-53-3